# Hotel Nacional
Hotel Nacional je jedanaesti studijski album Dine Merlina izdan 20. lipnja 2014. od strane izdavačkih kuća Croatia Records i Magaza. Album je izdan nakon šestogodišnjih priprema, a nakon Merlinovog hit albuma Ispočetka iz 2008. godine. 
Album je sniman na nekoliko lokacija diljem svijeta, točnije u Sarajevu, Zagrebu, Istanbulu, Beču, Londonu, Stockholmu, New Yorku i Los Angelesu, a izvršni producent bio je sam Merlin. Uz njega, na izradi albuma sudjelovali su globalno poznati producenti Yoad Nevo i Richard Niles, kao i glazbeni i producentski timovi iz Engleske, Turske, Švedske i Hrvatske te Merlinov stalni tim iz Sarajeva.
Album sadrži ukupno 12 pjesama, s tim da je posljednja pjesma albuma zapravo remix naslovne pjesme kojeg je izradio Yoad Nevo. Ukupno tri pjesme izdane su kao singlice. Pjesma "Ruža" izdana je 30. svibnja 2014. godine u jeku poplava koje su pogodile Bosnu i Hercegovinu, Hrvatsku i Srbiju, a sve s ciljem kako bi potakla prikupljanje humanitarne pomoći za uništena područja. Za pjesmu je snimljen i spot. Iako je trebala biti najavni singl albuma, pjesma "Školjka" izdana je 15. lipnja 2014. godine kao drugi singl zajedno sa spotom, netom prije debitantskog nastupa Bosne i Hercegovine na FIFA Svjetskom prvenstvu protiv Argentine. Treći singl s albuma je pjesma "Undo", koja je zajedno sa spotom objavljena još 16. lipnja 2011. godine, nedugo nakon Merlinovog nastupa na Eurosongu, ali je kasnije uvrštena u album. Pjesma "Uzmi ovaj dar", čiji tekst potpisuju Merlin i BeatHouse inspirirana je pjesmom "To a Certain Cantatrice" Walta Whitmana, čiji je tekst preveden, adaptiran i proširen. Merlin je rekao kako je napisao znatan broj pjesama koje su bile razmatrane za album, no izvršio je strogu selekciju kako bi na albumu bile samo najbolje među njima. Sam album i naslovna pjesma dijele ime sa sarajevskim hotelom Nacional.
Album je u vrlo kratkom periodu ostvario povijesni uspjeh. Postao je jedno od najboljih Merlinovih izdanja u njegovoj cijeloj karijeri, a singlovi "Ruža" i "Školjka" su doživjeli milijunske preglede na društvenim mrežama. Također, u razdoblju od 29. lipnja do 5. srpnja, Hotel Nacional se našao na osmom mjestu Billboardove tjedne liste najprodavanijih svjetskih albuma. Kao novi naslov, Hotel Nacional je rangiran na osmo mjesto zajedno s brojnim drugim svjetskim izdanjima, što je prvi put u povijesti da se jedan izvođač s područja bivše SFR Jugoslavije našao na nekoj Billboardovoj listi.

## Pjesme
| Broj | Pjesma                    | Autor                                      | Producent                                                 |
| ---- | ------------------------- | ------------------------------------------ | --------------------------------------------------------- |
| 1    | Ruža                      | Dino Merlin                                | Dino Merlin, Mahir Sarihodžić, Mahir Beathouse            |
| 2    | Školjka                   | Dino Merlin, Džemaludin Latić              | Dino Merlin, David Vurdelja (Baby Dooks), Yoad Nevo       |
| 3    | Sve dok te bude imalo     | Dino Merlin                                | Dino Merlin, Mahir Beathouse, Almir Buza, Yoad Nevo       |
| 4    | Moja mala Židovko         | Dino Merlin                                | Dino Merlin, Mahir Sarihodžić, Mahir Beathouse, Yoad Nevo |
| 5    | Rane                      | Dino Merlin, Džemaludin Latić              | Dino Merlin, Mahir Beathouse, Vlado Džihan                |
| 6    | Uzmi ovaj dar             | Dino Merlin, Walt Whitman, Mahir Beathouse | Dino Merlin, Zvonimir Dusper "Dus"                        |
| 7    | Ako izgovorim ljubav      | Dino Merlin, Aaron McIntosh                | Dino Merlin, Aaron McIntosh                               |
| 8    | Hotel Nacional            | Dino Merlin                                | Dino Merlin, David Vurdelja (Baby Dooks), Marcos Ubeda    |
| 9    | Sunce                     | Dino Merlin                                | Dino Merlin, Gunnar Norden                                |
| 10   | Sve do medalje            | Dino Merlin                                | Dino Merlin, Enes Tvrtković, Yoad Nevo                    |
| 11   | Undo                      | Dino Merlin                                | Dino Merlin, Mahir Beathouse, Mahir Sarihodžić            |
| 12   | Hotel Nacional (Nevo Mix) | Dino Merlin                                | Dino Merlin, David Vurdelja (Baby Dooks), Yoad Nevo       |